# Granby (Connecticut)
Granby ist ein Ort im Hartford County im US-Bundesstaat Connecticut, Vereinigte Staaten. Das U.S. Census Bureau hat bei der Volkszählung 2020 eine Einwohnerzahl von 10.903 ermittelt. Die geographischen Koordinaten sind: 41,57° Nord, 71,93° West. Das Stadtgebiet hat eine Größe von 105,7 km².

## Verkehr
Granby ist ein lokaler Verkehrsknotenpunkt. Es treffen hier die State Route 10, 20, 189 und 219 sowie der U.S. Highway 202 aufeinander. Etwa 10 km entfernt ist die Anbindung an die Interstate 91.

## Schulen
- Granby Memorial High School
- Granby Middle School
- Wells Road Elementary School
- Kelly Lane School
- F. M. Kearns Primary School